# Gustav Weymer

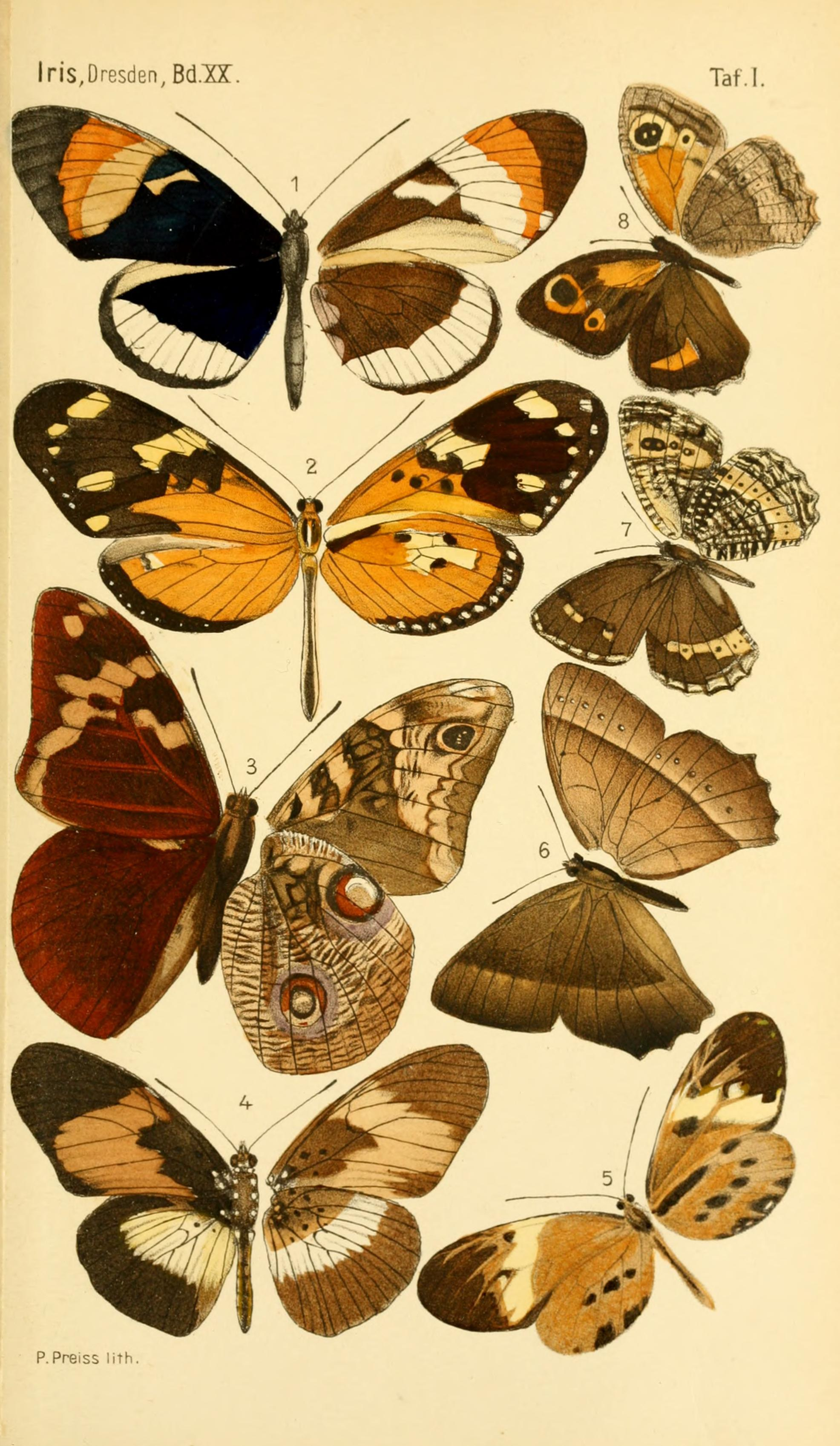
Plate 2 aus Exotische Lepidopteren, 1907

Gustav Weymer (* 10. März 1833 in Elberfeld, heute: Stadtteil von Wuppertal; † 8. März 1914) war ein deutscher Insektenkundler.

## Leben
Weymer, der eigentlich Eisenbahnbeamter war, spezialisierte sich als Entomologe auf die Studien von Schmetterlingen, wie beispielsweise zu Heniocha dyops. Er verfasste hierzu mehrere Werke, die er teilweise gemeinschaftlich mit Peter Maassen publizierte. Er starb kurz vor Vollendung seines 81. Lebensjahres in seiner Heimatstadt Elberfeld.

## Werke (Auswahl)
- 1878: Macrolepidopteren der Umgegend von Elberfeld. 53 Seiten.
- 1885: Exotische Lepidopteren III. Beitrag zur Lepidopteren Fauna von Nias. - Stettiner Entomologische Zeitung 46:257–285, pls 1–2.
- 1890: Lepidopteren gesammelt auf einer Reise durch Colombia, Ecuador, Perú, Brasilien, Argentinien und Bolivien in den Jahren 1868–1877 von Alphons Stübel. Berlin, A. Asher & Co. [1], xi, 182 Seiten, 9 pls. (gemeinschaftlich mit Maassen P. J.)
- 1869–1885: Beiträge zur Schmetterlingskunde. - — 1–5:1–10, pls 1–50 (gemeinschaftlich mit Maassen).
- 1892: Exotische Lepidopteren VI. Aus dem Afrikanischen Faunagebiet. - Stettiner Entomologische Zeitung 53 (4–5): 79–125.
- 1893: Revision der ersten Gruppe der Gattung Heliconius. - Deutsche entomologische Zeitschrift, Iris 06: 281–345, pl. 4–5.
- 1896: Einige afrikanische Heteroceren. - Berliner entomologische Zeitschrift 41(2):79–90.
- 1902: Zwei neue Tagfalter aus Neuguinea. - Entomologische Zeitschrift 16 (2): 5–6.
- 1907: Exotische Lepidopteren - Deutsche Entomologische Zeitschrift, Iris 21:1–54, pl.1–2.
- 1908: Kurze Notizen über die Lepidopterenfauna der Hildener Heide. – Ber. über d. Vers. Botan. und Zoolog. Ver. f. Rheinl.-Westf., S. 34–37, Bonn.
- 1909: Exotische Lepidopteren. - Deutsche entomologische Zeitschrift, Iris 22: 1–35.
- 1912: 4 Familie: Satyridae. In Seitz, A.(ed.): Die Gross-Schmetterlinge der Erde, 2, Exotische Fauna, 5, Stuttgart, A Kernen.